# Medborgarhuset i Leeds

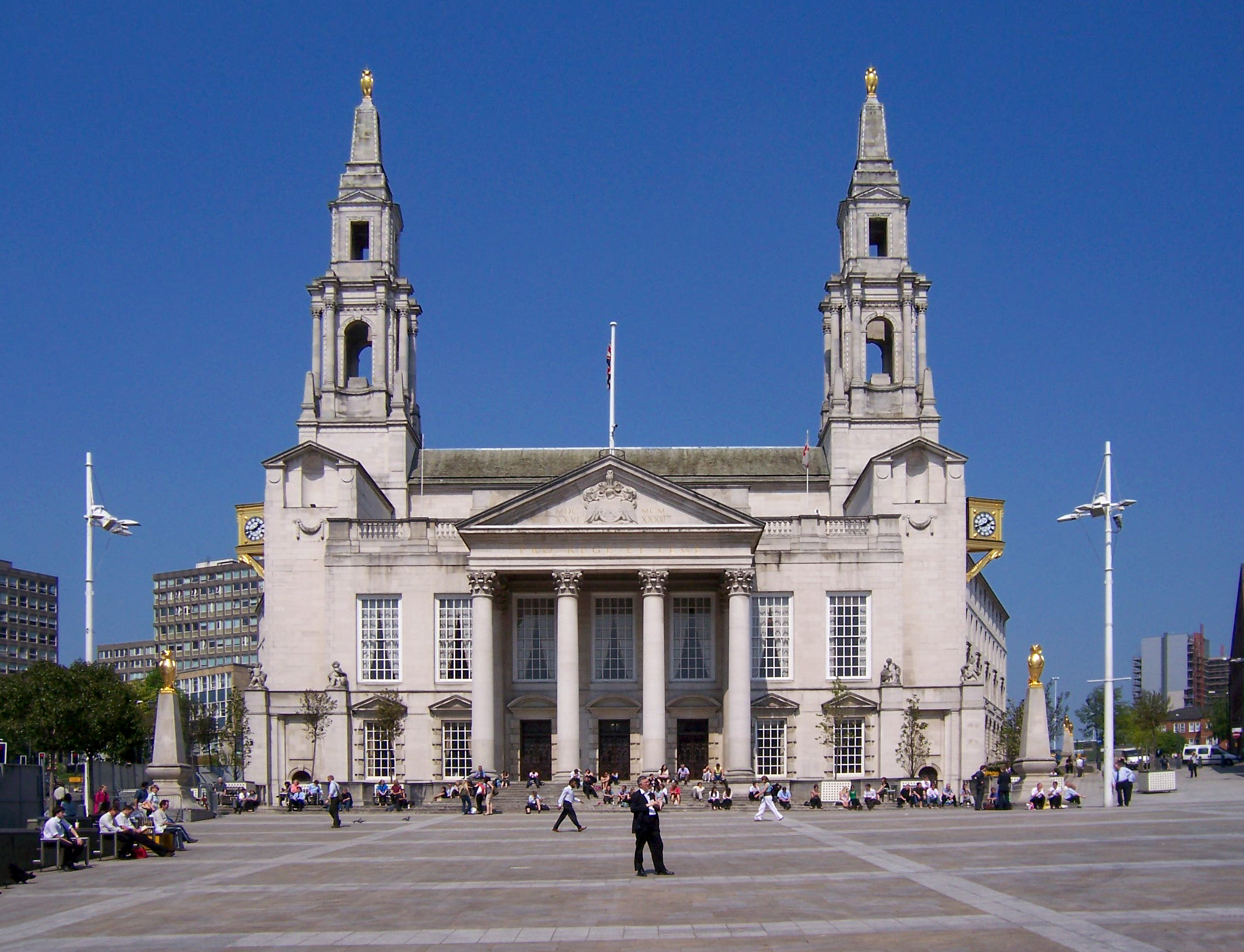
Leeds Civic Hall (Medborgarhuest i Leeds)

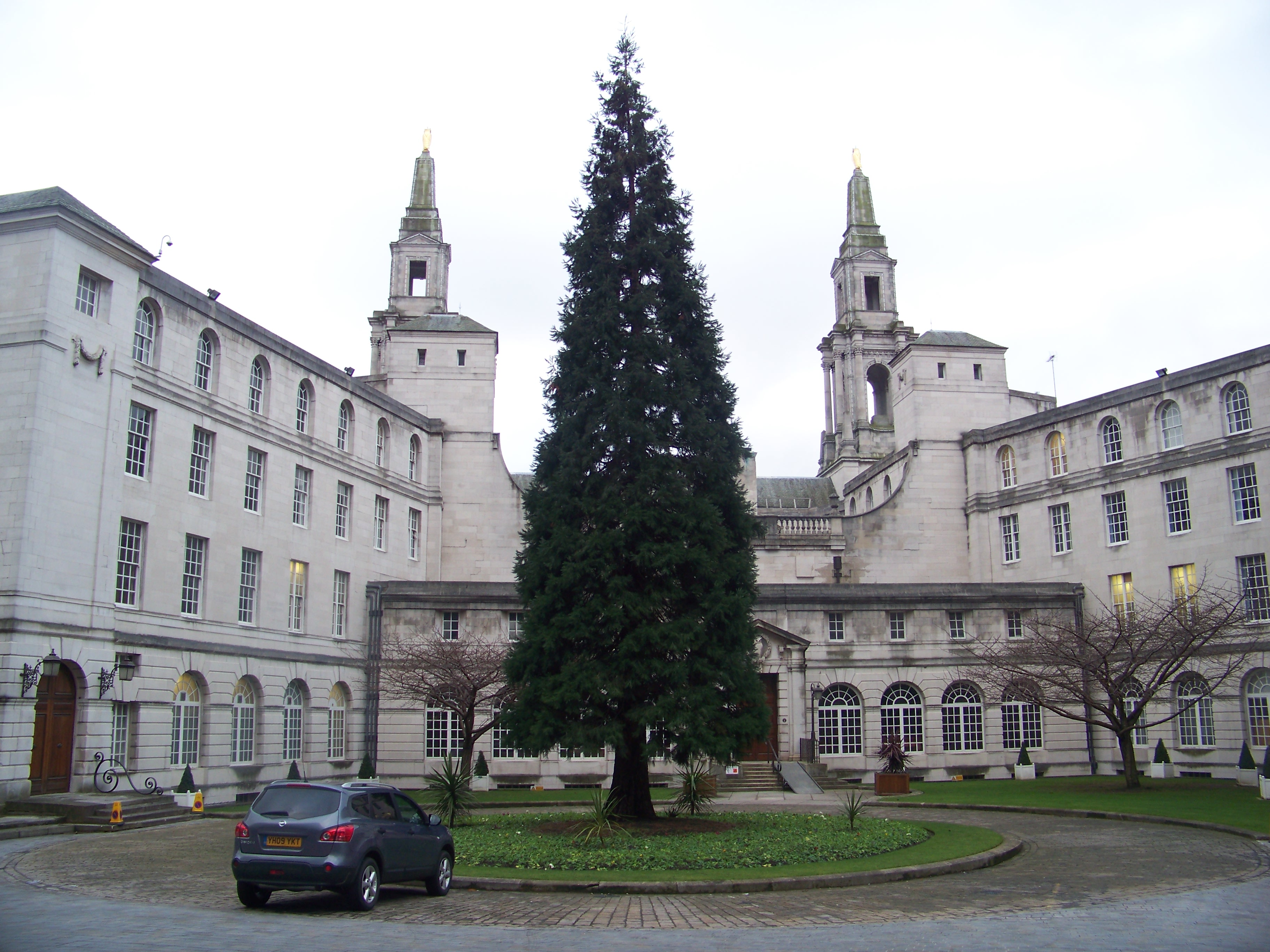
Medborgarhuest i Leeds

Medborgarhuset i Leeds (engelska: Leeds Civic Hall) byggdes mellan 1931 och 1933. Det hade Vincent Harris som arkitekt. Dess utseende var delvis baserat på Sheffields stadshus som hade samma arkitekt.